# Sívó Júlia
Sívó Júlia (Budapest, 1957. február 7. –) magyar vágó.

## Élete
1975-ben érettségizett az Eötvös Gimnáziumban. 1977-1980 között a Színház- és Filmművészeti Főiskola hallgatója volt.
1974-1989 között a MAFILM-nál volt naplóvezető, vágóasszisztens valamint vágó. 1989 óta dokumentumfilmek vágójaként dolgozik.

## Filmjei
- A csillagszemű (1977)
- Magyar rapszódia (1979)
- Bizalom (1980)
- Egymásra nézve (1982)
- A pártfogolt (1983)
- Suomi Finnland (1983)
- Elveszett illúziók (1983)
- Felhőjáték (1983)
- Társasutazás (1985)
- Városbújócska (1985)
- Első kétszáz évem (1985)
- A búcsú (1985)
- Malom a pokolban (1987)
- Hol volt, hol nem volt (1987)
- Túsztörténet (1989)
- Bábafilm (1995)
- Ide hallgassatok pulyák... (2001)
- Mundika (2002)
- Két hét pihenő (2003)
- Az üveghegyen túl (2003)
- Kicsit vissza kell már fognom magam... (2003) (forgatókönyvíró)
- Álom-kép (2003) (rendező is)
- DrámaDrom (2005) (rendező)
- Júlia (2006) (rendező)
- Csodabogarak (2007) (rendező)
- Az utolsó kolomejka (2008) (rendező)
- 3 nővér (2009) (rendező is)
- A folyó másik partja (2011) (rendező is)
- Panoráma (2014)
- A szerencse fiai (2015)
- Patria Nostra (2016)

- Sívó Júlia az Internet Movie Database oldalon (angolul)